# Lîpoveț, Hust
Lîpoveț (în ucraineană Липовець) este o comună în raionul Hust, regiunea Transcarpatia, Ucraina, formată numai din satul de reședință.

## Demografie
Componența lingvistică a comunei Lîpoveț
     Ucraineană (99,41%)
     Alte limbi (0,6%)
Conform recensământului din 2001, majoritatea populației comunei Lîpoveț era vorbitoare de ucraineană (99,41%), existând în minoritate și vorbitori de alte limbi.